# Campionati europei di canottaggio 2012 - Otto maschile
L'otto maschile dei Campionati europei di canottaggio 2012 si è svolto tra il 14 e il 16 settembre 2012. Hanno partecipato 7 equipaggi.

## Formato
Nel primo turno, i primi classificati di ogni batteria si sono qualificati alla finale, mentre gli altri si sono affrontati nel ripescaggio che ha qualificato altri quattro equipaggi.

## Programma
| Data              | Ora (UTC+2) | Turno       |
| ----------------- | ----------- | ----------- |
| 14 settembre 2012 | 13:22       | Batterie    |
| 15 settembre 2012 | 13:17       | Ripescaggio |
| 16 settembre 2012 | 14:02       | Finale A    |

## Risultati

### Batterie
| Pos. | Atleti | Nazione       | Tempo   | Note |
| ---- | --- | ------------- | ------- | ---- |
| 1    | Marcin Brzeziński Maciej Mattik Mikołaj Burda Piotr Hojka Zbigniew Schodowski Michał Szpakowski Krystian Aranowski Rafał Hejmej Daniel Trojanowski  | Polonia       | 5'30"06 | Q    |
| 2    | Paolo Perino Giuseppe Vicino Leopoldo Sansone Pierpaolo Frattini Mario Paonessa Vincenzo Capelli Sergio Canciani Andrea Tranquilli Enrico D'Aniello | Italia        | 5'32"03 | R    |
| 3    | Mason Durant Peter Robinson Thomas Clark Lance Tredell Oliver Cook Fred Gill Matthew Gotrel Scott Durant Henry Fieldman                             | Gran Bretagna | 5'32"09 | R    |
| 4    | Kornel Altman David Jirka Jakub Podrazil Michal Horváth Jan Pilc Milan Doleček Petr Melichar Matyáš Klang Martin Šuma                               | Rep. Ceca     | 5'41"48 | R    |

| Pos. | Atleti | Nazione | Tempo   | Note |
| ---- | --- | ------- | ------- | ---- |
| 1    | Anton Choljaznikov Viktor Grebennykov Ivan Tymko Serhij Bilouščenko Valentyn Kleckoj Andrij Pryveda Artem Moroz Serhij Hrin Oleksandr Konovaljuk  | Ucraina | 5'34"06 | Q    |
| 2    | Marius-Vasile Cozmiuc Ciprian Duduţă Ionel Strungaru Ştefan Nica Petru Codău George Pălămariu Cristi-Ilie Pârghie Florin Curuea Florin Ștefan     | Romania | 5'37"03 | R    |
| 3    | Lev Gricenko Denis Nikiforov Rostislav Drožžačich Viktor Misjutkin Ivan Balandin Georgij Efremenko Anton Zaruckij Daniil Andrienko Pavel Safonkin | Russia  | 5'39"87 | R    |

### Ripescaggio
| Pos. | Atleti | Nazione       | Tempo   | Note |
| ---- | --- | ------------- | ------- | ---- |
| 1    | Kornel Altman David Jirka Jakub Podrazil Michal Horváth Jan Pilc Milan Doleček Petr Melichar Matyáš Klang Martin Šuma                               | Rep. Ceca     | 5'37"19 | Q    |
| 2    | Paolo Perino Giuseppe Vicino Leopoldo Sansone Pierpaolo Frattini Mario Paonessa Vincenzo Capelli Sergio Canciani Andrea Tranquilli Enrico D'Aniello | Italia        | 5'37"87 | Q    |
| 3    | Marius-Vasile Cozmiuc Ciprian Duduţă Ionel Strungaru Ştefan Nica Petru Codău George Pălămariu Cristi-Ilie Pârghie Florin Curuea Florin Ștefan       | Romania       | 5'38"09 | Q    |
| 4    | Mason Durant Peter Robinson Thomas Clark Lance Tredell Oliver Cook Fred Gill Matthew Gotrel Scott Durant Henry Fieldman                             | Gran Bretagna | 5'38"62 | Q    |
| 5    | Lev Gricenko Denis Nikiforov Rostislav Drožžačich Viktor Misjutkin Ivan Balandin Georgij Efremenko Anton Zaruckij Daniil Andrienko Pavel Safonkin   | Russia        | 5'41"23 |      |

### Finale
| Pos.    | Atleti | Nazione       | Tempo   | Note |
| ------- | --- | ------------- | ------- | ---- |
| Oro     | Marcin Brzeziński Maciej Mattik Mikołaj Burda Piotr Hojka Zbigniew Schodowski Michał Szpakowski Krystian Aranowski Rafał Hejmej Daniel Trojanowski  | Polonia       | 5'33"23 |      |
| Argento | Paolo Perino Giuseppe Vicino Leopoldo Sansone Pierpaolo Frattini Mario Paonessa Vincenzo Capelli Sergio Canciani Andrea Tranquilli Enrico D'Aniello | Italia        | 5'34"57 |      |
| Bronzo  | Kornel Altman David Jirka Jakub Podrazil Michal Horváth Jan Pilc Milan Doleček Petr Melichar Matyáš Klang Martin Šuma                               | Rep. Ceca     | 5'35"23 |      |
| 4       | Anton Choljaznikov Viktor Grebennykov Ivan Tymko Serhij Bilouščenko Valentyn Kleckoj Andrij Pryveda Artem Moroz Serhij Hrin Oleksandr Konovaljuk    | Ucraina       | 5'35"27 |      |
| 5       | Mason Durant Peter Robinson Thomas Clark Lance Tredell Oliver Cook Fred Gill Matthew Gotrel Scott Durant Henry Fieldman                             | Gran Bretagna | 5'35"91 |      |
| 6       | Marius-Vasile Cozmiuc Ciprian Duduţă Ionel Strungaru Ştefan Nica Petru Codău George Pălămariu Cristi-Ilie Pârghie Florin Curuea Florin Ștefan       | Romania       | 5'43"06 |      |